# Буйо, Франсиско
Франсиско (Пако) Буйо Санчес (исп. Francisco "Paco" Buyo Sánchez; 13 января 1958, Бетансос, Испания) — испанский футбольный вратарь и тренер. Выступал за сборную Испании. Серебряный призёр чемпионата Европы 1984 года.

## Клубная карьера игрока
Франсиско родился в Бетансосе, Ла-Корунья. В четырнадцатилетнем возрасте он попал в юношескую команду местного клуба «Ураль», где начинал играть на позициях вратаря и нападающего, был надёжен в воротах и забивал много голов, играя в нападении.
Первым профессиональным клубом Буйо была «Мальорка», за которую он провёл шестнадцать матчей. С 1976 по 1980 годы Франсиско был игроком «Депортиво». Во время военной службы в Хаке Буйо выступал за «Уэску». В 1980 году Франсиско перешёл в «Севилья», в составе которой дебютировал в Ла Лиге. За шесть лет, проведённых в этом клубе, Буйо появился на поле в 242 матчах различных турниров и получил свой первый вызов в сборную Испании.
Яркая игра Франсиско не осталась незамеченной мадридским «Реалом», присмотревшем в Буйо потенциальную замену стареющему Мигелю Анхелю. В 1986 году Франсиско стал игроком «Реала». В своём дебютном сезоне он отыграл все сорок четыре матча чемпионата. Франсиско Буйо выступал за столичный суперклуб до окончания своей карьеры в 1997 году и поиграл в одной команде с такими звёздами футбола, как Эмилио Бутрагеньо, Мануэль Санчис, Чендо, Рафаэль Гордильо, Мичел, Уго Санчес, Рафаэль Мартин, Фернандо Йерро, Фернандо Редондо, Иван Саморано и Рауль.
В составе «Реала» Буйо выиграл множество национальных трофеев, однако на европейской арене ему не везло. Тем не менее ему и его команде удалось устроить незабываемый спектакль в матче сезона 1986/87 против «Ювентуса» с легендарным Мишелем Платини. После двух напряжённых матчей победитель противостояния определился в серии пенальти, где Франсиско отразил три удара игроков «Ювентуса». Франсиско дважды удостаивался Трофея Саморы.
В своём последнем сезоне Буйо проиграл конкуренцию более молодым вратарям Бодо Илльгнеру и Сантьяго Каньисаресу. Не желая быть третьим вратарём клуба, 38-летний Франсиско завершил свою карьеру в конце сезона 1996/97.

## Карьера в сборной
В молодости Франсиско выступал за различные молодёжные испанские сборные и любительскую сборную команду. В составе олимпийской сборной он принимал участие в летних Олимпийских играх 1980. За сборную Испании Буйо провёл семь матчей и в её составе становился серебряным призёром чемпионата Европы 1984. За сборную он дебютировал 21 декабря 1983 года в матче против сборной Мальты (12:1).

## После завершения карьеры
После завершения карьеры Франсиско некоторое время тренировал юниорскую команду «Реала» и третий состав клуба — «Реал Мадрид C». В сезоне 2008/09 он возглавлял вторую команду клуба «Реал Хаэн». Кроме того, он работал спортивным аналитиком катарского телеканала «Аль-Джазира», освещая матчи испанской Примеры и чемпионата Европы 2008.

## Достижения
- Чемпион Испании (6): 1986/87, 1987/88, 1988/89, 1989/90, 1994/95, 1996/97
- Обладатель Кубка Испании (2): 1988/89, 1992/93
- Обладатель Суперкубка Испании (4): 1988, 1989, 1990, 1993
- Обладатель Иберо-американского кубка: 1994
- Серебряный призёр чемпионата Европы: 1984
- Обладатель Трофея Саморы (2): 1987/88, 1991/92

## Клубная статистика
| Выступление      | Выступление      | Выступление      | Лига | Лига | Кубок страны | Кубок страны | Еврокубки | Еврокубки | Другие | Другие | Итого | Итого |
| Клуб             | Лига             | Сезон            | Игры | Голы | Игры         | Голы         | Игры      | Голы      | Игры   | Голы   | Игры  | Голы  |
| ---------------- | ---------------- | ---------------- | ---- | ---- | ------------ | ------------ | --------- | --------- | ------ | ------ | ----- | ----- |
| Депортиво        | Сегунда          | 1976/77          | 38   | -50  | 0            | -0           | —         | —         | —      | —      | 38    | -50   |
| Депортиво        | Сегунда          | 1977/78          | 37   | -43  | 0            | -0           | —         | —         | —      | —      | 37    | -43   |
| Депортиво        | Сегунда          | 1978/79          | 9    | -5   | 0            | -0           | —         | —         | —      | —      | 9     | -5    |
| Депортиво        | Сегунда          | 1979/80          | 38   | -50  | 0            | -0           | —         | —         | —      | —      | 38    | -50   |
| Депортиво        | Итого            | Итого            | 122  | -148 | 0            | -0           | 0         | -0        | 0      | -0     | 122   | -148  |
| Севилья          | Примера          | 1980/81          | 33   | -42  | 0            | -0           | —         | —         | —      | —      | 33    | -42   |
| Севилья          | Примера          | 1981/82          | 34   | -39  | 0            | -0           | —         | —         | —      | —      | 34    | -39   |
| Севилья          | Примера          | 1982/83          | 33   | -30  | 0            | -0           | 6         | -7        | 2      | -4     | 41    | -41   |
| Севилья          | Примера          | 1983/84          | 34   | -43  | 0            | -0           | 2         | -4        | 0      | -0     | 36    | -47   |
| Севилья          | Примера          | 1984/85          | 31   | -38  | 0            | -0           | —         | —         | 3      | -3     | 34    | -41   |
| Севилья          | Примера          | 1985/86          | 34   | -34  | 0            | -0           | —         | —         | 1      | -0     | 35    | -34   |
| Севилья          | Итого            | Итого            | 199  | -226 | 0            | -0           | 8         | -11       | 6      | -7     | 213   | -244  |
| Реал Мадрид      | Примера          | 1986/87          | 44   | -37  | 0            | -0           | 8         | -10       | —      | —      | 52    | -47   |
| Реал Мадрид      | Примера          | 1987/88          | 35   | -23  | 0            | -0           | 8         | -7        | —      | —      | 43    | -30   |
| Реал Мадрид      | Примера          | 1988/89          | 31   | -28  | 0            | -0           | 7         | -9        | 2      | -2     | 40    | -39   |
| Реал Мадрид      | Примера          | 1989/90          | 35   | -33  | 0            | -0           | 4         | -2        | —      | —      | 39    | -35   |
| Реал Мадрид      | Примера          | 1990/91          | 31   | -29  | 0            | -0           | 2         | -2        | 2      | -1     | 35    | -32   |
| Реал Мадрид      | Примера          | 1991/92          | 35   | -27  | 0            | -0           | 10        | -8        | —      | —      | 45    | -35   |
| Реал Мадрид      | Примера          | 1992/93          | 26   | -19  | 0            | -0           | 4         | -7        | —      | —      | 30    | -26   |
| Реал Мадрид      | Примера          | 1993/94          | 38   | -50  | 0            | -0           | 6         | -4        | 2      | -2     | 46    | -56   |
| Реал Мадрид      | Примера          | 1994/95          | 37   | -29  | 2            | -4           | 4         | -4        | —      | —      | 43    | -37   |
| Реал Мадрид      | Примера          | 1995/96          | 31   | -43  | 2            | -5           | 7         | -5        | 1      | -0     | 41    | -53   |
| Реал Мадрид      | Примера          | 1996/97          | 0    | -0   | 0            | -0           | 0         | -0        | —      | —      | 0     | 0     |
| Реал Мадрид      | Итого            | Итого            | 343  | -318 | 4            | -9           | 60        | -58       | 7      | -5     | 414   | -390  |
| Всего за карьеру | Всего за карьеру | Всего за карьеру | 664  | -692 | 4            | -9           | 68        | -69       | 13     | -12    | 749   | -782  |